# Alfonso Garofalo
Alfonso Garofalo (Gragnano, 19 dicembre 1852 – Gragnano, 17 ottobre 1918) è stato un imprenditore e politico italiano, fondatore col padre del Pastificio Lucio Garofalo.

## Biografia
Alfonso Garofalo nacque a Gragnano nel 1852, figlio di Nunziante Garofalo. Aveva un fratello, Lucio.

### Gli inizi dell'azienda Garofalo
Gragnano nella metà del XIX secolo è il secondo polo molitorio e pastario del sud dopo Torre Annunziata. L'azienda Garofalo viene fondata nel 1873 a Gragnano da Alfonso e dal padre Nunziante, un commerciante e produttore di pasta. Tra il 1892 e il 1899 lo stabilimento (un fabbricato costituito da quattro livelli) viene largamente potenziato con un investimento di 320.000 lire (pari a 1.3 milioni di euro al cambio odierno) facendo ricorso a macchine a vapore e tecnologie di produzione all'avanguardia per l'epoca: laminatoi, buratti, pulitrici, svecciatori, frantumatoi, macinatoi, macchine lavagrano.
Fino al 1905 il proceso di lavorazione della pasta è manuale, in seguitò sarà meccanizzato con l'acquisto di presse meccaniche.
La Garofalo nel 1902 è la maggiore fabbrica di Gragnano, occupa più di 300 operai, dispone di una forza motrice a vapore di 260 cavalli ed è fornita di luce elettrica prodotta in proprio..

### Attività politica
Nei primi del Novecento Garofalo è assessore comunale di Gragnano (1901-1902) e poi sindaco, nel periodo 1906-1910.

### L'espansione verso i mercati esteri
Per poter avviare un piano di espansione verso nuovi mercati l’azienda nel 1903 viene convertita in società anonima: il Mulino e pastificio A. Garofalo. Il capitale di 400.000 lire è solo per un quarto sottoscritto da Garofalo e dal secondogenito Giovanni, la restante parte da altri imprenditori napoletani tra cui Massimo Levi, nominato presidente, Carlo e Teodoro Cutolo, Raffaele Corsi ed altri, sostenuti Società di assicurazioni diverse (SAD).. Garofalo, conserva la direzione della nuova società in qualità di amministratore delegato. 
L'aumento delle vendite verso l’estero spinge Garofalo ad espandere il sito produttivo, e nel 1908, inizia la costruzione di un secondo stabilimento a Gragnano con il sostegno finanziario della SAD. Fra il 1907 e il 1909 la SAD e i finanzieri napoletani a essa collegati lasciano progressivamente l’impresa: la famiglia Garofalo diventa la maggiore proprietaria ed entrano a far parte del consiglio altri quattro figli maschi del fondatore. Nel 1910 la SAD fallisce e il pesante indebitamento di Garofalo passa al Banco di Roma. La Garofalo in quegli anni è uno dei più grandi mulini e pastifici italiani (il maggiore della Campania), con una potenzialità produttiva annua di 150.000 quintali di grano macinato e di 120.000 quintali di pasta. Tra il 1910 e il 1914 la fabbrica viene ammodernata con l'introduzione di motori elettrici e di un sistema per l’asciugatura artificiale della pasta.

### La grande guerra e la morte
Con lo scoppio del primo conflitto mondiale tutto il settore pastario subisce un calo dell'export, che dal 1916 si ferma del tutto. Nel 1917 l’azienda inizia a lavorare per conto del Ministero degli Approvvigionamenti e Consumi e recupera quote di mercato raggiungendo una produzione pari alla metà di quella del periodo prebellico. La modesta ripresa di attività dell’azienda che si realizza nell’immediato dopoguerra mantiene ancora lo stabilimento ben al di sotto della sua potenzialità produttiva. Di questo periodo di crisi Garofalo è partecipe solo in piccola parte: muore a Gragnano nell’autunno del 1918.